# Mistrovství Evropy týmů v judu 2014
Mistrovství Evropy týmů proběhlo v Park&Suites Arena v Montpellier, Francie 27. dubna 2014.

## Česká stopa
Český tým nastoupil v tomto složení:
- -66 kg - Pavel Petřikov ml. (JC Hradec Králové)
- -73 kg - Václav Sedmidubský (USK Praha)
- -81 kg - Jaromír Musil (Sokol Praha Vršovice)
- -90 kg - Michal Krpálek (USK Praha)
- +90 kg - Michal Horák (USK Praha)
- +90 kg - Lukáš Krpálek (USK Praha) - zásáhl pouze do souboje o 3. místo

Los byl k českému výběru přívětivější než minulý rok. Tým Spojeného království neměl ve svých řadách v sezoně 2014 příslušníky světové špičky. K prvnímu utkání nastoupil Pavel Petřikov proti Burnsovi a po minutě boje získal juko technikou kouči-gake. Tento náskok udržel až do konce a český tým se ujal vedení 1:0. Ve druhém zápasu se představil Václav Sedmidubský proti Dawsonovi. Vyrovnaný zápas rozhodla chyba českého reprezentanta v závěru zápasu, když neuhlídal vlastní kontrachvat - 1:1. Ve třetím zápase nastoupil Jaromír Musil proti Liveseyovi. V zápase, kde šlo o soupeři dát šach, předvedl český reprezentant výborný výkon. Se soupeřem si vysloveně hrál. V polovině zápasu vedl na wazari a dvě juka a v poslední minutě soupeře poslal na ippon po uči-mata-gaeši - 2:1. Ve čtvrtém zápase nastoupil Michal Krpálek proti Hallovi. Český reprezentant byl papírovým favorit, ale na Brita od začátku nestačil. Prohrál na ippon technikou goši-guruma - 2:2. Vše měl v rukou Michal Horak, který nastoupil proti olympionikovi Sherringtonovi. Český reprezentant byl v zápase lepší a zaslouženě získal pro český tým třetí bod - 3:2 a postup do druhého kola.
Ve druhém kole (čtvrtfinále) Česko narazilo na tým Gruzie, který obhajoval loňské prvenství. Při pohledu na soupisku bylo zřejmé, že zisk jednoho bodu by byl velkým úspěchem. Nejblíž k zisku bodu měl Jaromír Musil, který se mistra Evropy Črikišviliho nezalekl. Nebyl stažený v obraně a soupeře několikrát potrápil pěkným výpadem. Na vítězství to však nestačilo. Utkání Česka s Gruzií skončilo 0:5.
V opravách se Český tým utkal s Ukrajinou, která vyhrála evropskou týmovou soutěž v roce 2011. Ukrajinský tým byl favoritem, ale v roce 2014 byl hratelným soupeřem. V prvním zápase nedal Giorgi Zantaraia příležitost Pavlu Petřikovi získat první bod - 0:1. Ve druhém zápase se utkal Serhij Drebot proti Václavu Sedmidubskému. Drebot nebyl v optimální formě a český reprezentant to brzy vycítil. Taktickým pojetím boje přivedl zápas do vítězného konce na šido - 1:1. Ve třetím zápase nastoupil Jaromír Musil proti Katajevovi a byl favoritem zápasu. Musil český tým opět podržel, když soupeře poslal po ko-uči-gari na ippon - 2:1. Ve čtvrtém zápase nastoupil Michal Krpálek proti Syňavskému. Soupeře si dlouho držel od těla i za cenu napomínání, ale minutu před koncem neodolal jeho nástupu do uči-maty a prohrál na ippon - 2:2. Vše měl v rukou Michal Horák, který nastoupil proti Blošenkovi. V zápase rozhodovala především fyzická kondice. Minutu před koncem prohrával český reprezentant na dvě šida, jenže vzápětí se Blošenko dopustil hrubé chyby při sumi-gaeši. Horák ho chytil do osae-komi (držení) a udržel požadovaných 20s - 3:2 a postup do boje o bronzovou medaili.
V souboji o bronzovou medaili český tým nastoupil proti Německu. Tradiční judistická země byla při správné konstelaci hvězd hratelným soupeřem. Hned v prvním zápase se mohl do historie českého juda zapsat Pavel Petřikov vítězstvím nad Schneiderem. Němec se však po minutě boje ujal vedení na juko po kontru nidan-ko-soto-gake. Český reprezentant bojoval a minimálně jednou byl blízko vyrovnání. Minutu a půl před koncem mu soupeř nešťastně vykloubil prst. Po nahození prstu zpátky z následné akce dokázal vyrovnat skóre technikou de-aši-harai, jenže vzápětí neustál Němcovo ippon seio-nage na wazari. Toto skóre vydrželo až do konce - 0:1. Ve druhém zápase změřil síly Václav Sedmidubský s Völkem. Takticky vedený zápas dopadl pro zkušenějšího Němce, který měl o dvě šida méně - 0:2. Třetí zápas mezi Jaromírem Musilem a Wieczerzakem měla být Musilova satisfakce za mistrovství Evropy v roce 2012. Ti co si zápas obou aktéru pamatují však měli ve třetí minutě zápasu déjà vu - 0:3 a bronzová medaile pro Německo. Čtvrtý a pátý zápas byl již formalitou. Michal Krpálek prohrál na ippon s Odenthalem a Lukáš Krpálek porazil Freye na ippon - 1:4.
Týmovou soutěž mužů vyhrála Gruzie, která obhájila loňské prvenství. Mezi ženami se radovaly domácí Francouzky.

## Výsledky

### Muži
|      | Zlato | Stříbro | Bronz |
| ---- | --- | --- | --- |
| Týmy | Gruzie Šalva Kardava Nugzar Tatalašvili Zebeda Rechviašvili Avtandil Črikišvili Varlam Liparteliani Zviad Gogočuri Adam Okruašvili Levan Matiašvili | Rusko Alim Gadanov Kamal Chan-Magomedov Musa Moguškov Děnis Jarcev Siražudin Magomedov Murat Chabačirov Grigorij Suljomin Renat Saidov Alexandr Michajlin | Německo René Schneider Christopher Völk Alexander Wieczerzak Marc Odenthal Karl-Richard Frey Francie Loïc Korval Ugo Legrand Florent Urani Loïc Pietri Romain Buffet Cyrille Maret Teddy Riner |

### Ženy
|      | Zlato | Stříbro | Bronz |
| ---- | --- | --- | --- |
| Týmy | Francie Annabelle Euranieová Penelope Bonnaová Automne Paviaová Clarisse Agbegnenouová Gévrise Émaneová Audrey Tcheuméová Émilie Andéolová | Německo Mareen Krähová Romy Tarangulová Miryam Roperová Martyna Trajdosová Laura Vargas-Kochová Iljana Marzoková Luise Malzahnová Franziska Konitzová | Polsko Ewa Konieczná Zuzanna Pawlikowská Arleta Podolaková Agata Ozdobová Halima Mohamed-Seghirová Katarzyna Kłysová Karolina Tałachová Katarzyna Furmaneková Slovinsko Petra Nareksová Manja Kropfová Vlora Beđetiová Tina Trstenjaková Urška Žolnirová Anka Pogačniková Ana Velenšeková Lucija Polavderová |